# Krups
La Krups è un'azienda tedesca produttrice di elettrodomestici, in particolare macchine da caffè e per caffè espresso, di cui ha gestito per molti anni la leadership. La compagnia produce anche altri elettrodomestici, in particolare apparecchi per la cottura dei cibi, robot da cucina professionali, macchine per la preparazione del pane, della pasta fresca, frullatori e mixer, centrifughe, tostiere, friggitrici, ma anche ferri da stiro, aspirapolveri etc. È stata una delle prime partner della Nespresso e della Nescafé entrambe parte della Nestlé, producendo appositamente macchine per le capsule della compagnia svizzera. La Krups è di proprietà del gruppo francese SEB.
Noto è il prodotto 3Mix, sbattitore del 1959.

## Storia

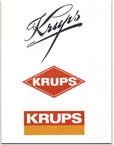
Loghi storici Krups

La società nasce da una fucina di Wald (Solingen), acquisita nel 1846 da Robert Krups che diede così inizio all'attività della Krups. Dalla fondazione dell'Impero tedesco nel 1871 fino agli anni '50 costruì bilance per uso personale e da cucina.
Nel 1956 iniziò la commercializzazione di macchine per il caffè.
Nel 1991 inizia la collaborazione con la Nestlé, per la commercializzazione di capsule per il caffè funzionanti negli apparecchi Krups-Nestlé. Negli stessi anni viene assorbita dalla francese Moulinex e progressivamente vengono chiusi tutti gli stabilimenti produttivi, fino a quando nel 2001 la Moulinex entra in insolvenza e viene acquisita dal Groupe SEB che continua a utilizzare il marchio.

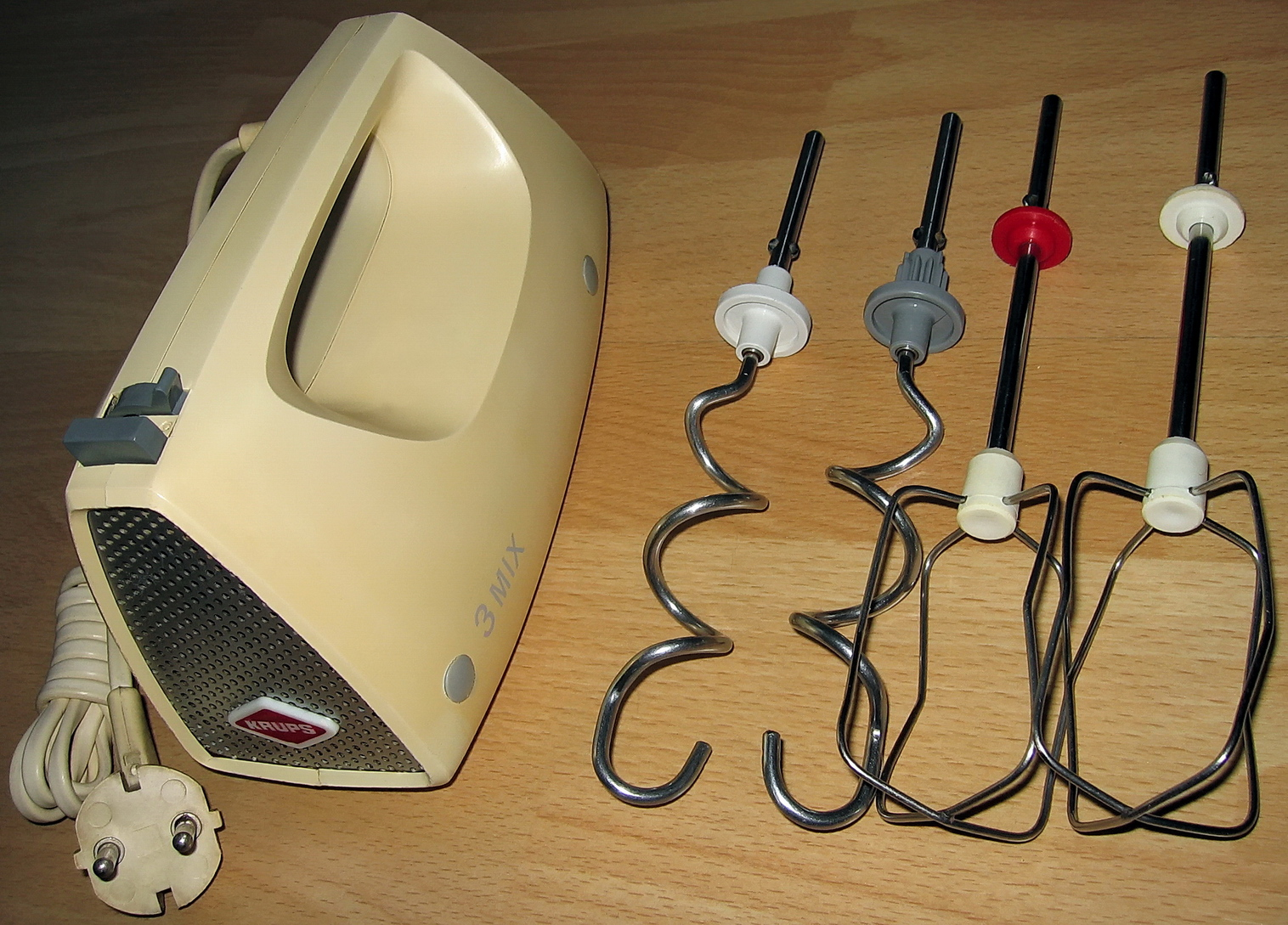
Krups 3 Mix Type 321
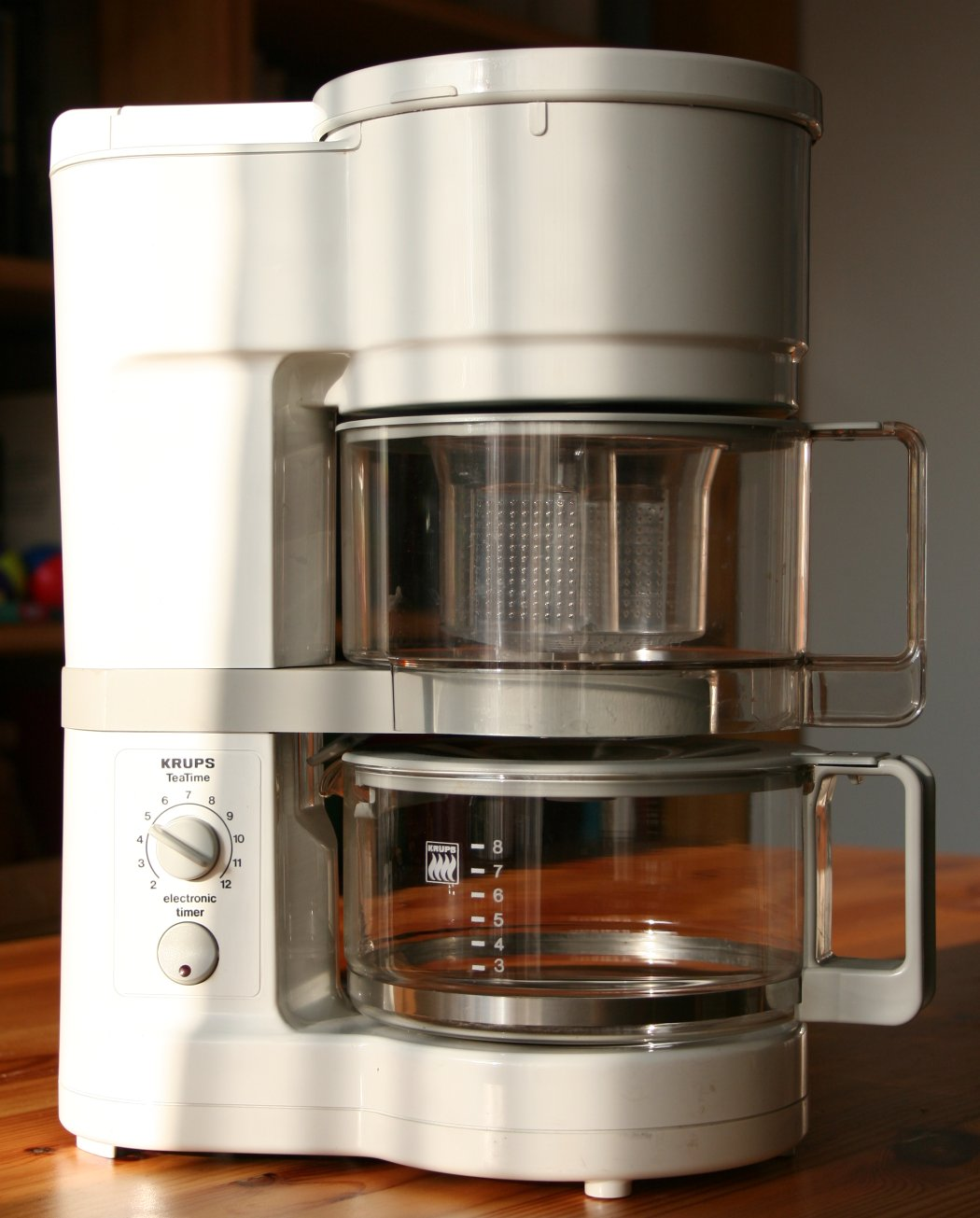
Teiera Krups TeaTime
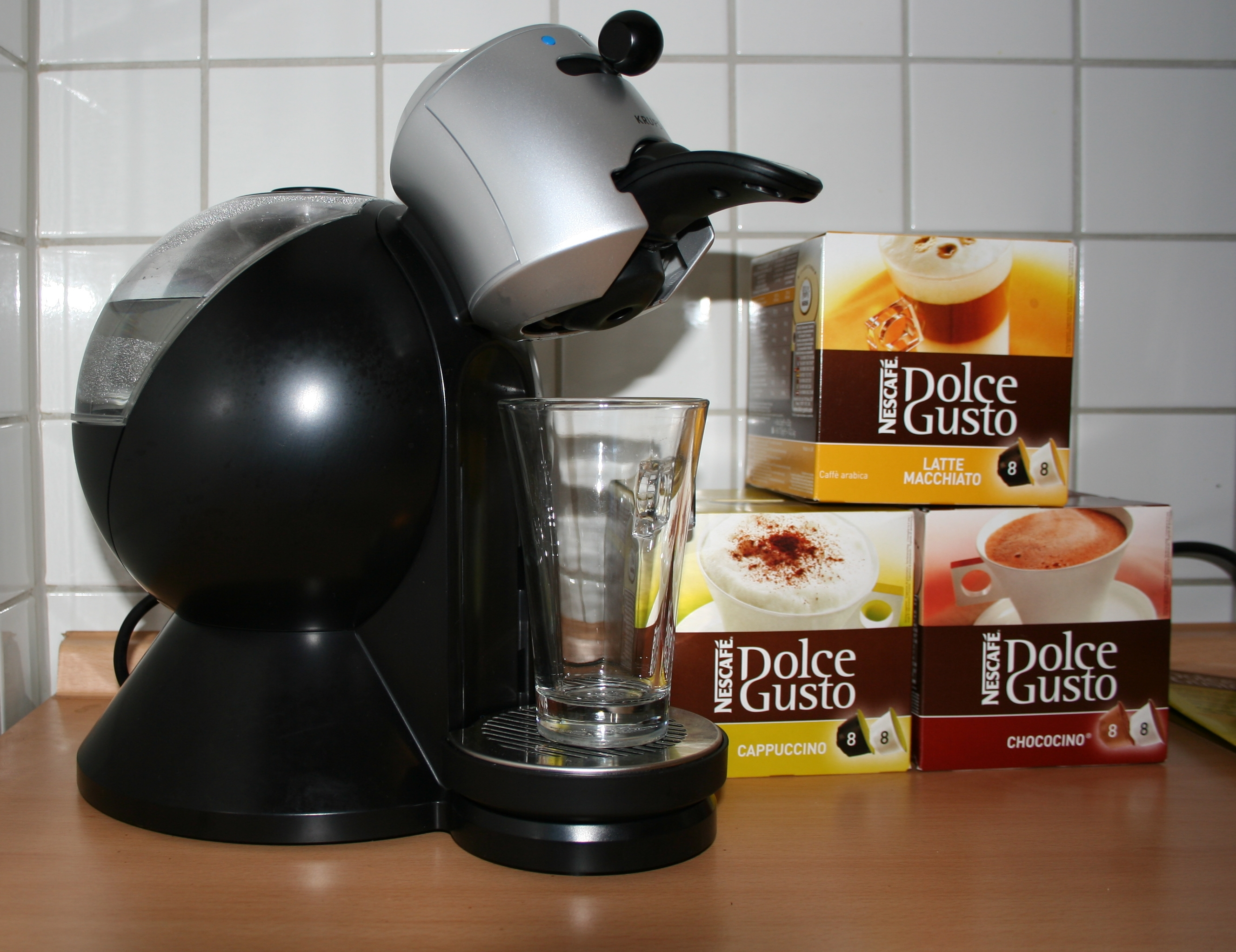
Macchina per il caffè Dolce Gusto
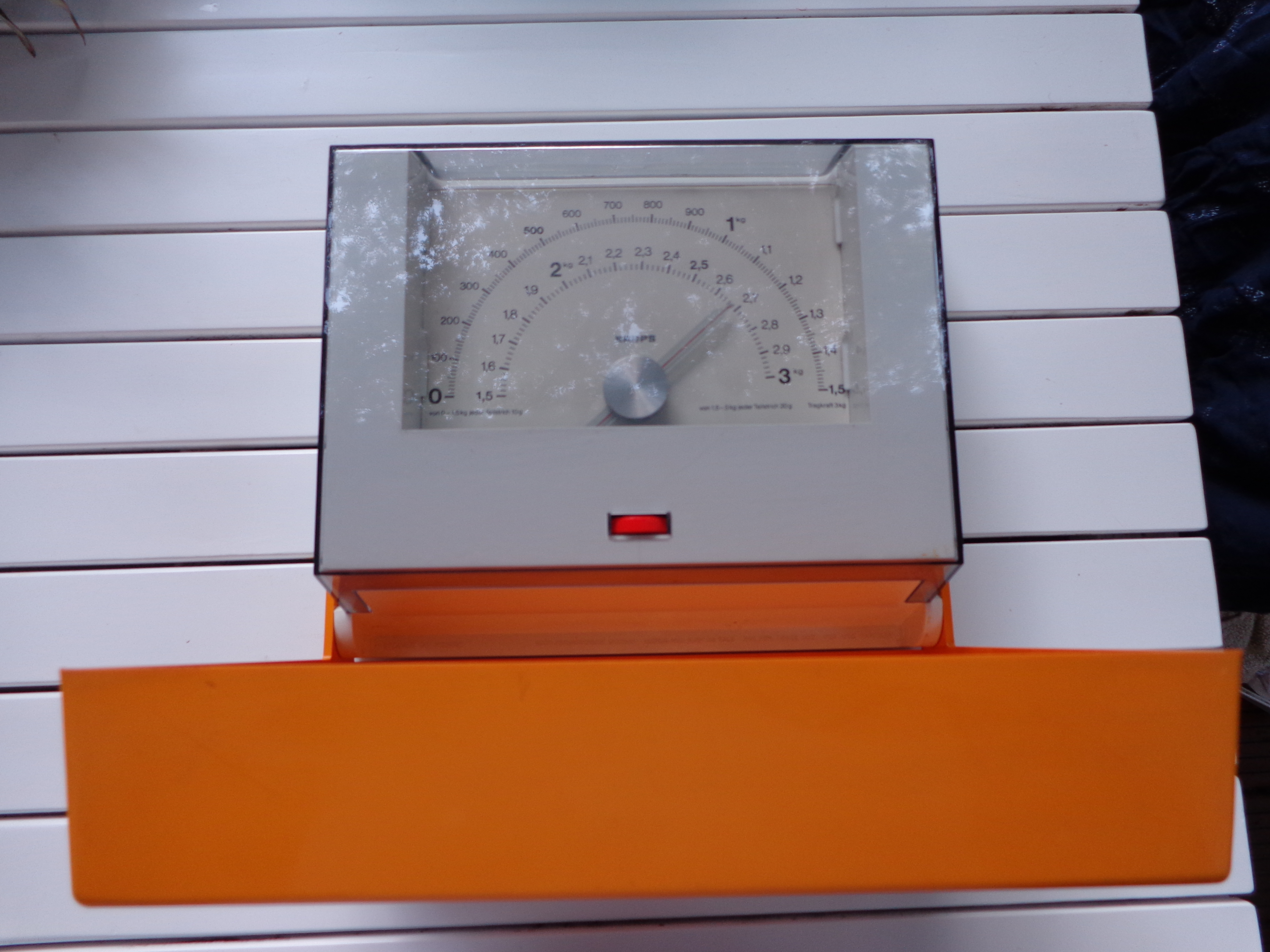
Bilancia

## Curiosità
- Un macinacaffè elettrico Krups chiamato Coffina Super e utilizzato come materiale di scena è presente nel film Ritorno al futuro come „Mr. Fusion“ per il processo di fusione "Condensatore di flusso" e in Alien.
- La prima Webcam del mondo, la Trojan Room Coffee Pot Camera[3], mostra una Krups. Un informatico della University of Cambridge la utilizzò come „Trojan Room“.